# Litterär kalender
Litterär kalender är en samling med skönlitterära texter och essäer av olika författare som ges ut regelbundet varje år eller halvår. Litterära kalendrar ges oftast ut av litterära samfund eller litterära sällskap. Samfundet De Nio ger sedan 2003 årligen ut en litterär kalender. Sveriges författareförening utgav från 1894 till 1971 kalendern Vintergatan.

## Exempel på litterära kalendrar
- Horisont

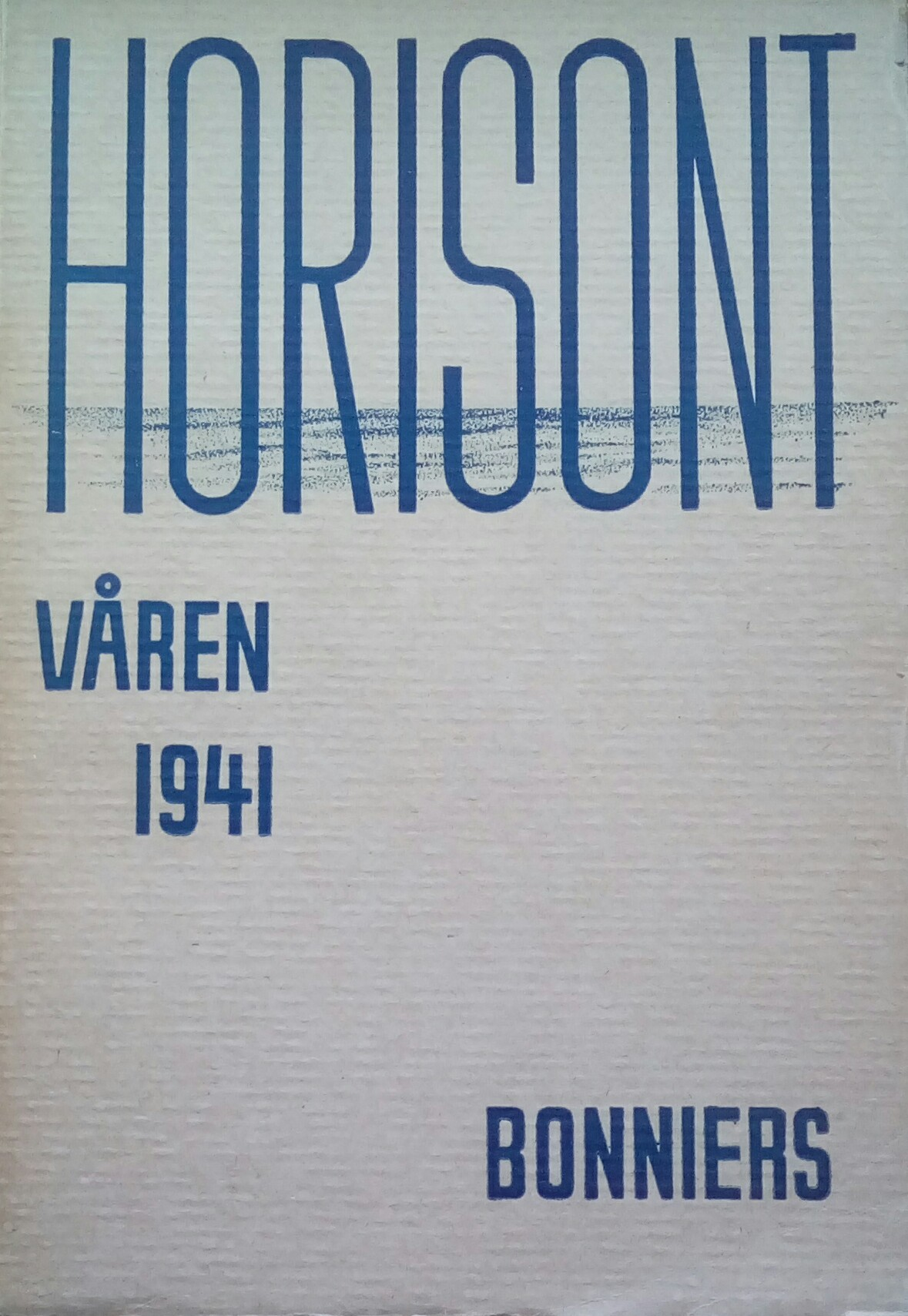
Den första utgåvan av litterära kalendern Horisont från 1941.

- Samfundet De Nios litterära kalender
- Vintergatan